# SSI CEB
 (octobre 2012).
Si vous disposez d'ouvrages ou d'articles de référence ou si vous connaissez des sites web de qualité traitant du thème abordé ici, merci de compléter l'article en donnant les références utiles à sa vérifiabilité et en les liant à la section « Notes et références ».
Pour les articles homonymes, voir CEB.
le Compact Electronics Bay Specification (CEB) est un format pour carte mère bi-processeur défini[Quand ?] par le Server System Infrastructure (SSI) forum. Les spécifications ont été définies pour les serveurs et les stations de travail basés sur le processeur Intel Xeon.
Les dimensions d'une carte mère SSI CEB sont de 305 × 267 mm, soit 12 × 10.5″ (pouces).
Les spécifications de la norme SSI CEB sont dérivées des spécifications EEB et ATX.
Ceci signifie que les cartes mères SSI CEB ont les mêmes trous de montage et le même emplacement de connecteurs d’entrées-sorties que les cartes mères ATX, bien que les cartes mères à la norme SSI CEB soient plus grandes que les cartes mères ATX.
L'emplacement des connecteurs d’entrées-sortie est aux mêmes normes en SSI CEB qu'en EEB et ATX.
Pour normaliser le comportement thermique de telles cartes mères, la position des processeurs est définie.